# Marcel Souquet
Pour les articles homonymes, voir Souquet.
Marcel Souquet né à Chalabre, Aude le 24 février 1914 et décédé le 29 juin 1995 à Narbonne est un résistant et homme politique français membre de la SFIO.

## Biographie
Marcel Souquet obtient le brevet élémentaire, il embrasse la profession de cheminot : d'abord agent de trains en gare de Béziers, il devient ensuite commis à la commande du personnel des trains et enfin sous-chef de bureau de gare à Narbonne. Il milite conjointement à la Confédération générale du travail. Au cours de la Seconde guerre mondiale il rejoint la Résistance, ce qui lui vaut de recevoir la Médaille militaire, la Croix de guerre 1939-1945 et la Croix du combattant volontaire.
À la Libération, il continue de militer à la CGT avant de contribuer en 1948 à la constitution du syndicat Force ouvrière des cheminots de Narbonne. Parallèlement, il s'engage dans la vie politique : adhérent à la Section française de l'internationale ouvrière avant la guerre, il est élu conseiller municipal de Narbonne de 1945 à 1971. Adjoint au maire à partir de 1952 et secrétaire de la section de la SFIO de Narbonne; Marcel Souquet siège également au conseil général de l'Aude comme représentant du canton de Narbonne-ouest à partir de 1964.
Il est en outre suppléant de Jules Fil, élu sénateur lors du scrutin partiel du 12 juin 1967. Gravement malade, il prend sa succession dès le lendemain au Palais du Luxembourg. Il est réélu le 26 septembre 1971. Candidat sur la liste du Parti socialiste conduite par Antoine Courrière, président du groupe socialiste au Sénat depuis 1957, il est réélu dès le premier tour : devancé de deux voix par Antoine Courrière, il obtient 563 des 864 suffrages exprimés. Ce résultat confirme l'écrasante supériorité socialiste dans l'Aude, les candidats gaullistes Pierre Vaquié et Albert Tort ne recueillant respectivement que 187 et 178 voix.
Inscrit au groupe socialiste, Marcel Souquet est membre de la commission des affaires sociales durant tout son mandat, hormis une parenthèse en 1979 où il rejoint la commission des affaires économiques. Au Sénat, il est secrétaire de 1971 à 1974 puis président de la commission des Affaires sociales de 1974 à 1977.
Il est directeur du centre de transfusion sanguine de Narbonne, et préside la Fédération française des donneurs de sang bénévoles à partir de 1974.
Au terme de son mandat sénatorial, il choisit, pour raisons de santé, de ne pas se représenter lors du renouvellement du 28 septembre 1980. Il conserve toutefois son mandat de conseiller général jusqu'en 1982, date à laquelle il se retire définitivement de la vie politique. C'est le socialiste Roland Courteau qui lui succède, au Sénat comme au conseil général de l'Aude.
Marcel Souquet s'éteint le 29 juin 1995, à l'âge de quatre-vingt-un ans, à la polyclinique Le Languedoc à Narbonne, où il était hospitalisé depuis un mois.

## Travail parlementaire
Marcel Souquet rapporte au nom de la commission des affaires sociales les projets de loi sur l'abolition du travail forcé, la politique de l'emploi, la périodicité du paiement des salaires, les publications, imprimés et objets vendus dans un but philanthropique, le code du travail, les rentes attribuées aux ayants droit de la victime d'un accident du travail suivi de mort.
De 1974 à 1978 il est ainsi rapporteur pour avis du budget qui leur est consacré. Il prend également la parole en séance publique sur les revendications des anciens combattants cheminots, l'égalité des droits à pensions entre déportés politiques et résistants, la reconnaissance de la qualité de combattant aux soldats ayant combattu en Algérie, la reconnaissance du 8 mai comme fête légale, et la situation des veuves. Il dépose par ailleurs en 1976, avec plusieurs collègues, une proposition de loi sur l'attribution de la carte du combattant.
Il défend aussi les handicapés, les anciens combattants, et le don du sang.
Il vote la loi fixant à dix-huit ans l'âge de la majorité en 1974, la loi Veil relative à l'interruption volontaire de grossesse en 1974 et la loi portant réforme du divorce en 1975. Il se prononce en revanche contre la loi portant création et organisation des régions en 1972 et s'abstient sur la loi Royer d'orientation du commerce et de l'artisanat en 1973.

## Décorations
- Chevalier de la Légion d'honneur[3]
- Chevalier de l'ordre national du Mérite[3]
- Croix de guerre 1939–1945
- Croix du combattant volontaire
- Médaille militaire